# Scott Shepherd (actor)
Scott Shepherd es un actor de cine, teatro y televisión estadounidense, mejor conocido por sus apariciones en las películas Side Effects (2013), Bridge of Spies (2015), Jason Bourne (2016) y El Camino: A Breaking Bad Movie (2019)., así como las series The Young Pope y The Last of Us.

## Carrera
Shepherd comenzó su carrera como actor en el teatro. Ha aparecido en varias producciones de The Wooster Group y también es conocido por su trabajo como narrador en la obra Gatz de Elevator Repair Service.
En 2014, Shepherd apareció en la película de comedia And So It Goes como Luke, junto con Michael Douglas, Diane Keaton y Sterling Jerins. Rob Reiner dirigió la película, que se estrenó el 25 de julio de 2014. En 2015, Shepherd interpretó el papel secundario de un agente de la CIA llamado Hoffman en la película de espías de la era de la Guerra Fría Bridge of Spies junto a Tom Hanks y Mark Rylance. La película fue dirigida por Steven Spielberg, y se estrenó el 16 de octubre de 2015 por Walt Disney Studios Motion Pictures.
Shepherd también interpretó el papel del cardenal Dussolier en la serie de HBO The Young Pope junto con Jude Law. Apareció en la película de drama político Norman junto con Richard Gere. Shepherd tuvo un papel secundario como Director de Inteligencia Nacional, junto a Matt Damon, en la película de suspenso Jason Bourne, que se estrenó el 29 de julio de 2016.

## Filmografía

### Películas
| Año  | Título                          | Papel              | Notas |
| ---- | ------------------------------- | ------------------ | ----- |
| 1995 | Throwing Down                   | Wade               |       |
| 2011 | Brief Reunion                   | Teddy              |       |
| 2011 | Meanwhile                       | Hermano de Joe     |       |
| 2013 | Side Effects                    | Detective          |       |
| 2014 | And So It Goes                  | Luke               |       |
| 2015 | The Family Fang                 | Crítico de arte    |       |
| 2015 | Bridge of Spies                 | Hoffman            |       |
| 2015 | Ithaca                          | Corbett            |       |
| 2016 | Jason Bourne                    | Edwin Russell      |       |
| 2016 | Norman                          | Bruce Schwartz     |       |
| 2017 | Hostiles                        | Wesley Quaid       |       |
| 2018 | Radium Girls                    | Sr. Leech          |       |
| 2019 | The Report                      | Senador Mark Udall |       |
| 2019 | Dark Phoenix                    | John Grey          |       |
| 2019 | First Cow                       | Capitán            |       |
| 2019 | El Camino: A Breaking Bad Movie | Casey              |       |
| 2020 | Slow Machine                    | Gerard             |       |
| 2023 | Los asesinos de la luna         | Bryan Burkhart     |       |

### Televisión
| Año  | Título         | Papel                | Notas                           |
| ---- | -------------- | -------------------- | ------------------------------- |
| 2016 | The Young Pope | Cardenal Dussolier   | 8 episodios                     |
| 2017 | Elementary     | Anson Gephardt       | 2 episodios                     |
| 2017 | Wormwood       | Vincent Ruwet        | 5 episodios                     |
| 2019 | True Detective | Harris James         | 4 episodios                     |
| 2019 | Bluff City Law | George Bell          | 10 episodios                    |
| 2020 | Prodigal Son   | Dr. Simon Coppenrath | Episodio: "Internal Affairs"    |
| 2023 | The Last of Us | David                | Episodio: "When We Are in Need" |